# Тюбей (Красногвардейский район)
Тюбей (укр. Тюбей, крымскотат. Töbey, Тёбей) — исчезнувшее селение в Красногвардейском районе Республики Крым. Находилось на северо-востоке района, примерно в 1 километре юго-западнее современного села Мироновка.

## История
Первое документальное упоминание селения встречается в Камеральном Описании Крыма… 1784 года, судя по которому, в последний период Крымского ханства Тюбей входил в Ташлынский кадылык Акмечетского каймаканства. После присоединения Крыма к России (8) 19 апреля 1783 года, (8) 19 февраля 1784 года, именным указом Екатерины II сенату, на территории бывшего Крымского Ханства была образована Таврическая область и деревня была приписана к Симферопольскому уезду. После Павловских реформ, с 1796 по 1802 год, входила в Акмечетский уезд Новороссийской губернии. По новому административному делению, после создания 8 (20) октября 1802 года Таврической губернии, Тайке был включён в состав Табулдинской волости Симферопольского уезда.
По Ведомости о всех селениях в Симферопольском уезде состоящих с показанием в которой волости сколько числом дворов и душ… от 21 октября 1805 года, в деревне Тамай числилось 14 дворов, 82 крымских татарина и 3 крымских цыган. На военно-топографической карте генерал-майора Мухина 1817 года обозначена деревня Тобей обозначен с 18 дворами. После реформы волостного деления 1829 года Тюбей, согласно «Ведомости о казённых волостях Таврической губернии 1829 года», отнесли к Айтуганской волости (переименованной из Табулдинской). На карте 1836 года в деревне 13 дворов Затем, видимо, вследствие эмиграции крымских татар в Турцию, деревня заметно опустела и на карте 1842 года Тюбей обозначен условным знаком «малая деревня», то есть, менее 5 дворов.
В 1860-х годах, после земской рефо.рмы Александра II, деревню приписали к Зуйской волости того же уезда. Видимо, деревня была покинута жителями в 1860—1864 годах, в результате эмиграции крымских татар, особенно массовой после Крымской войны 1853—1856 годов, в Турцию, поскольку селение уже не записано в «Списке населённых мест Таврической губернии по сведениям 1864 года», хотя ещё обозначено на трёхверстовой карте 1865 года, но его уже нет на карте с корректурой 1876 года. В дальнейшем в доступных источниках не встречается.